# 花園神社

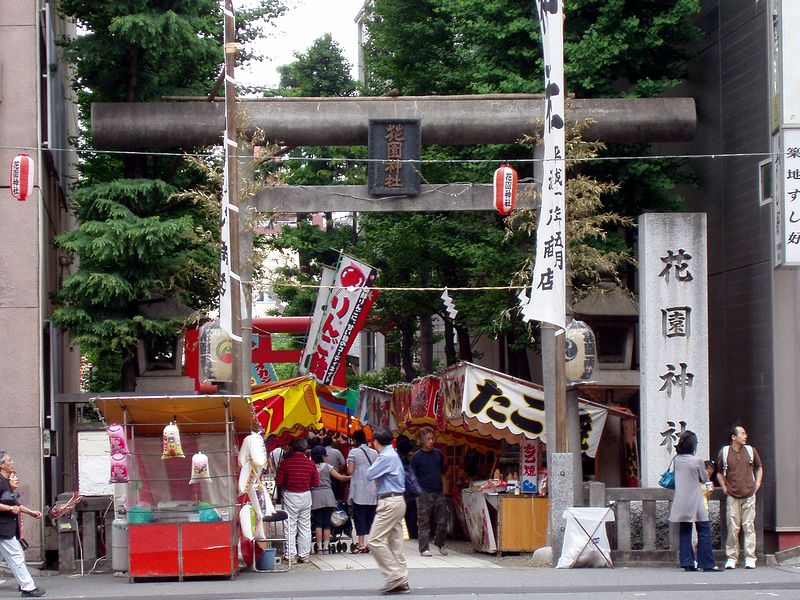
鳥居

花園神社（はなぞのじんじゃ）は、東京都新宿区新宿にある神社である。旧社格は郷社。倉稲魂命（花園神社）・日本武尊（大鳥神社）・受持神（雷電神社）の3柱の神を祀る。
新宿の街の中心にあり、江戸時代に内藤新宿が開かれて以来の、新宿総鎮守・街の守り神として祀られている。また敷地内では各種劇団による催し物などが定期的に開かれる。

## 由緒
創建の由緒は不明であるが、徳川家康が江戸に入った1590年にはすで存在しており、大和国吉野山よりの勧請と伝えられている。その後、当地に内藤新宿が開かれるとその鎮守として祭られるようになった。
元は現在地よりも約250メートル南にあったが、寛政年間、その地を朝倉筑後守が拝領しその下屋敷の敷地内となって参拝ができなくなった。氏子がその旨を幕府に訴えて、尾張藩下屋敷の庭の一部である現在地を拝領し、そこに遷座した。そこは多くの花が咲き乱れていた花園の跡であることから「花園稲荷神社」と呼ばれるようになったと伝えられる。また、真言宗豊山派愛染院の別院・三光院の住職が別当を勤めたことから「三光院稲荷」とも、地名から「四谷追分稲荷」とも呼ばれた。
明治に入ると村社に列格したが、その際、名称は単に「稲荷神社」となった。一説には届出の際に「花園」を書き忘れたという。1916年（大正5年）1月25日に東京府知事に対し改名願を出し、同年2月26日に許可され「花園稲荷神社」に改称した。1928年（昭和3年）、現新宿4丁目にあった雷電稲荷神社（雷電神社／祭神：受持神）を合祀、郷社に昇格した。1965年（昭和40年）、現在のコンクリート製の本殿に建て替えられ、その際に末社・大鳥神社（祭神：日本武尊）を本殿に合祀し、社名を「花園神社」に改めた。

## 境内社
- 芸能浅間神社 - 1928年（昭和3年）に創祀された境内摂社。1965年（昭和40年）、現在地に遷御。祭神は木花之佐久夜毘売。
- 威徳稲荷神社 - 1928年（昭和3年）に創祀された境内摂社。神額は「威徳稲荷大明神」。
- 納大明神 - 古神札納所。

## 末社
- 三社稲荷神社（新宿2丁目16番2号） - 1921年（大正10年）頃、新宿遊廓内にて稲荷神を祀ったもの。2005年（平成17年）1月、花園神社境内社の威徳稲荷神社に合祀され現存せず。
- 雷電稲荷神社（新宿4丁目4番23号） - 祭神は受持神。1928年（昭和3年）、同地の雷電稲荷神社は花園神社に合祀され、廃社となったが、その後住民らにより跡地に鳥居と祠が再建・維持され、「雷電稲荷神社」として存続。再び末社となった。境内には弁才天も祀られている。

## 文化財
- 唐獅子像　一対 － 新宿区指定有形文化財（彫刻）

## 事件
- 2012年12月11日午前4時半頃、境内でハンマーによる殴打殺人があり、頭から血を流して死亡している被害者(26)が発見された。被害者の遺体はイチョウの落ち葉で隠されていた。犯人は同日逮捕された[4]。

## 祭事
- 1月1日 - 初詣
- 1月8日 - 湯の花神事
- 2月3日 - 節分祭
- 2月11日 - 建国祭・もちつき大会
- 2月15日 - 二の午祭（にのうまさい）
- 4月 - 花祭り
- 5月 - 例大祭
- 6月 - 夏越の大祓
- 7月 - 山開き祭
- 8月 - 盆踊り
- 11月 - 七五三詣
- 11月の酉の日 - 酉の市
- 12月31日 - 大祓

## ギャラリー

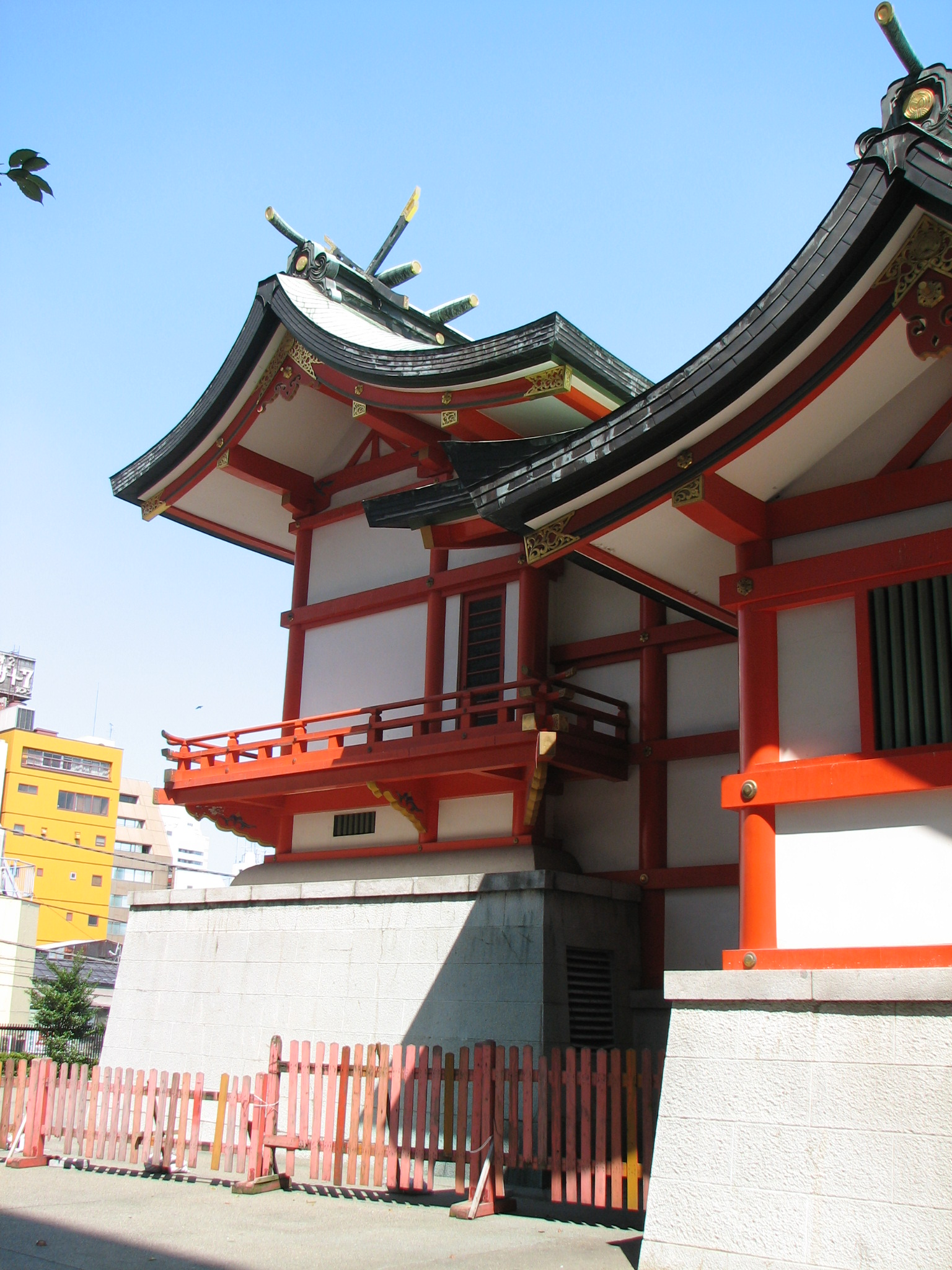
本殿
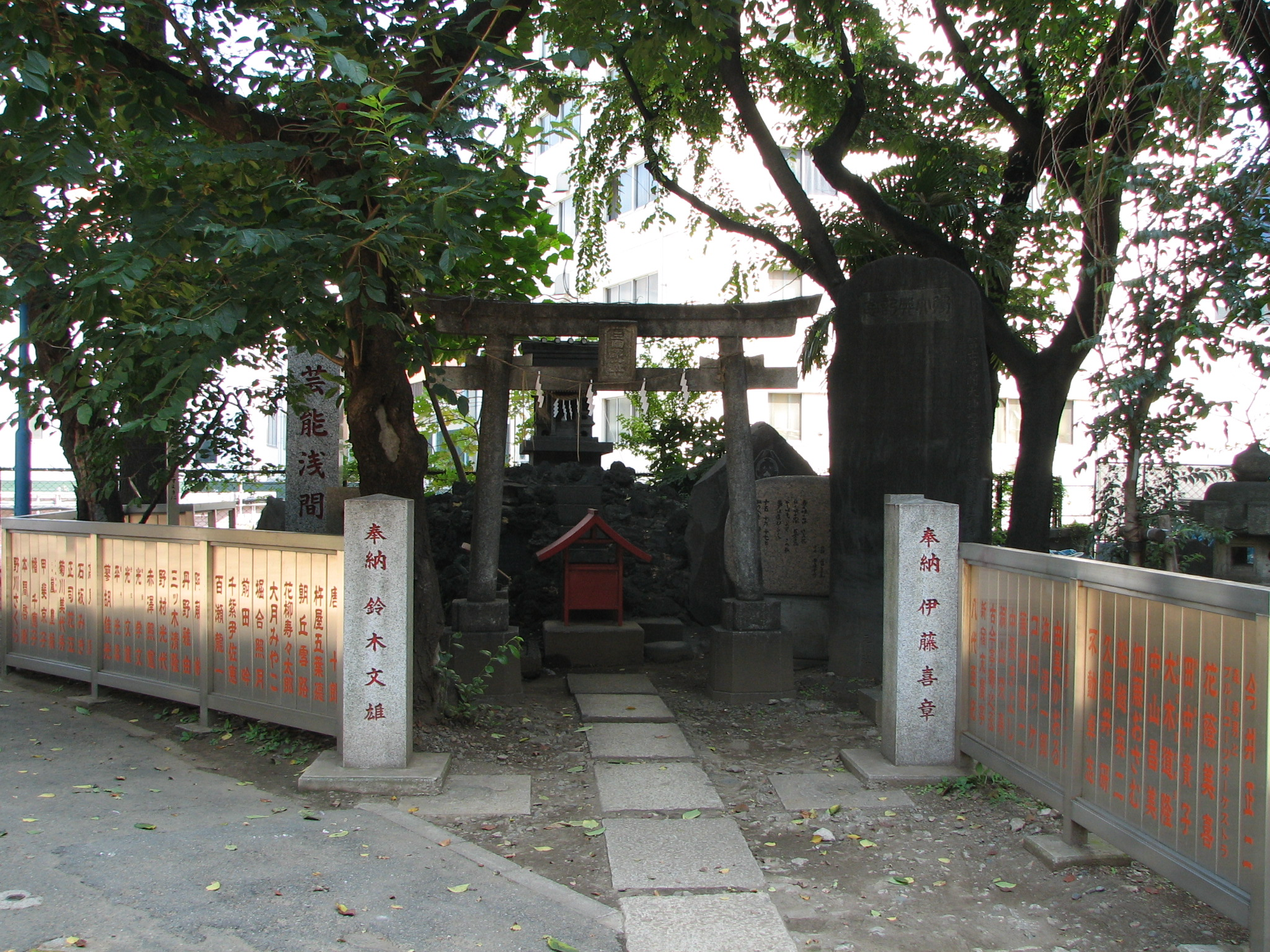
芸能浅間神社
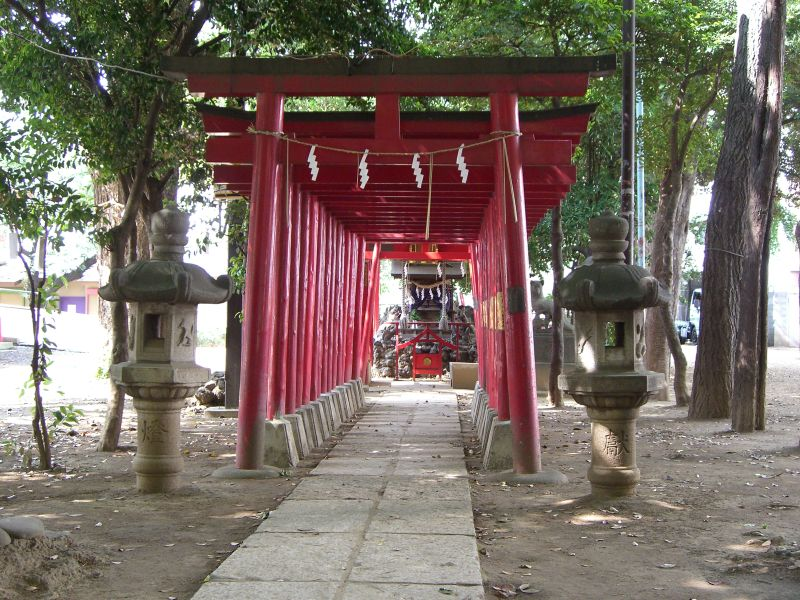
威徳稲荷神社
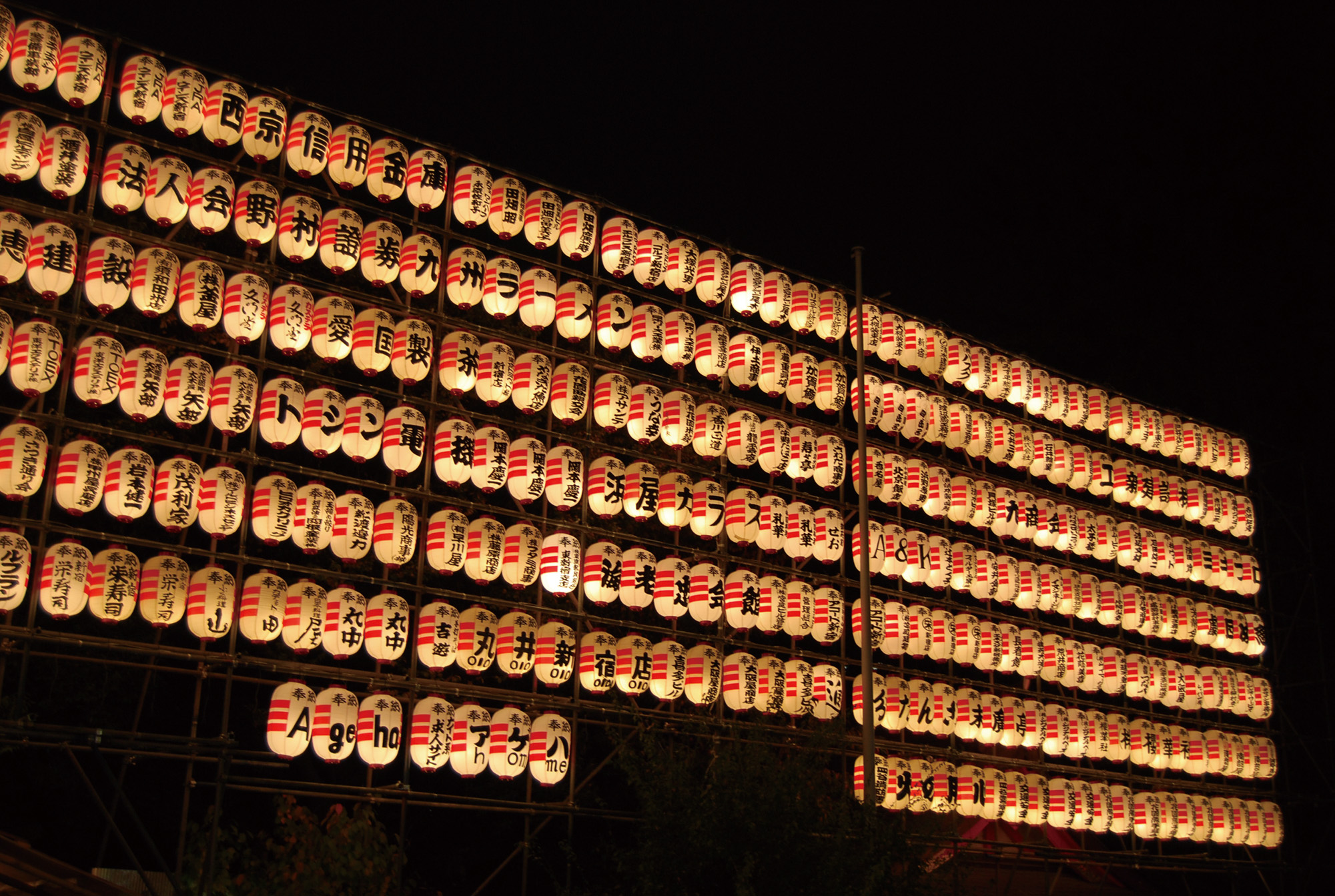
花園神社 酉の市の万灯（2007年）
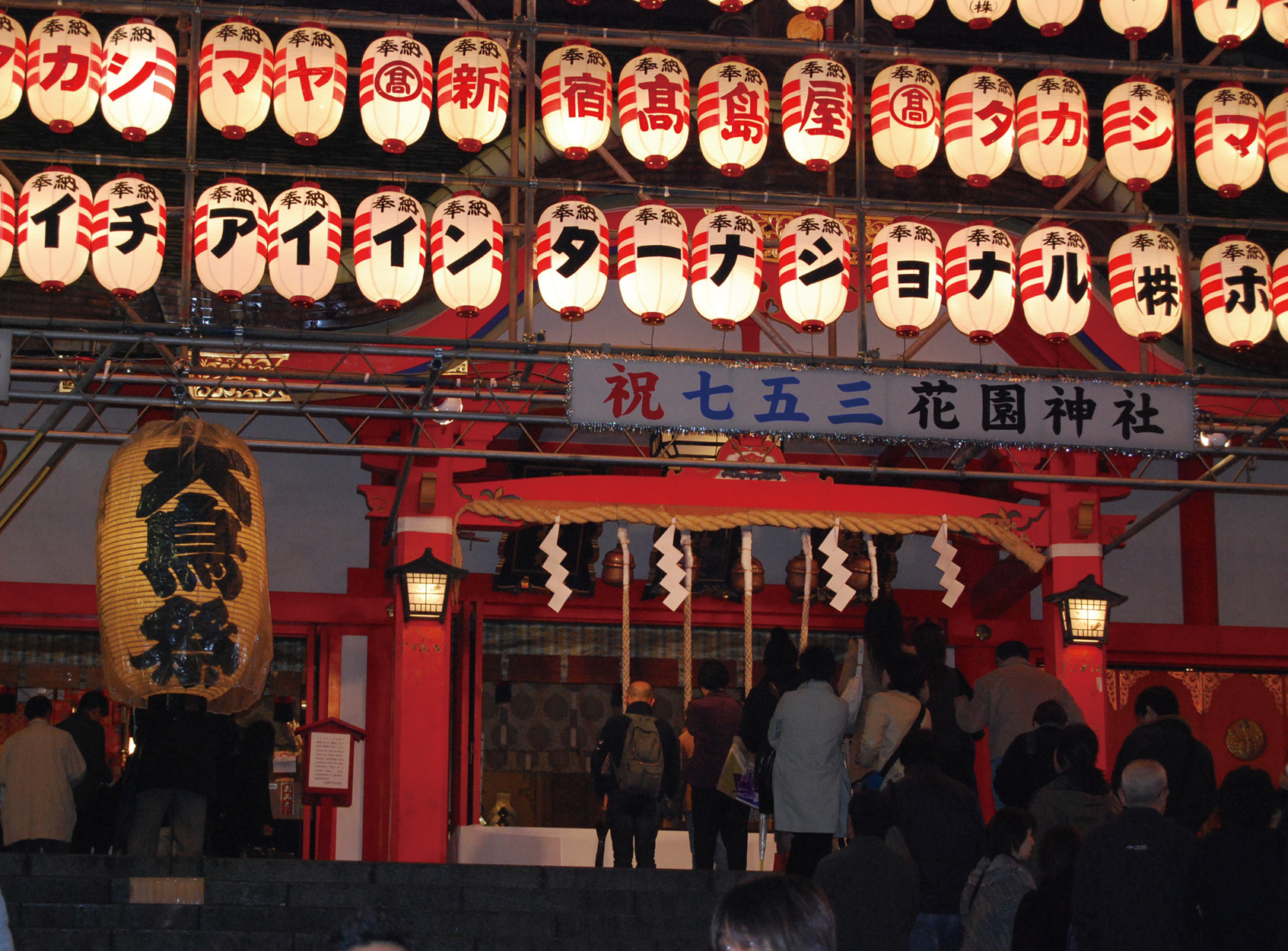
花園神社 酉の市（2007年）
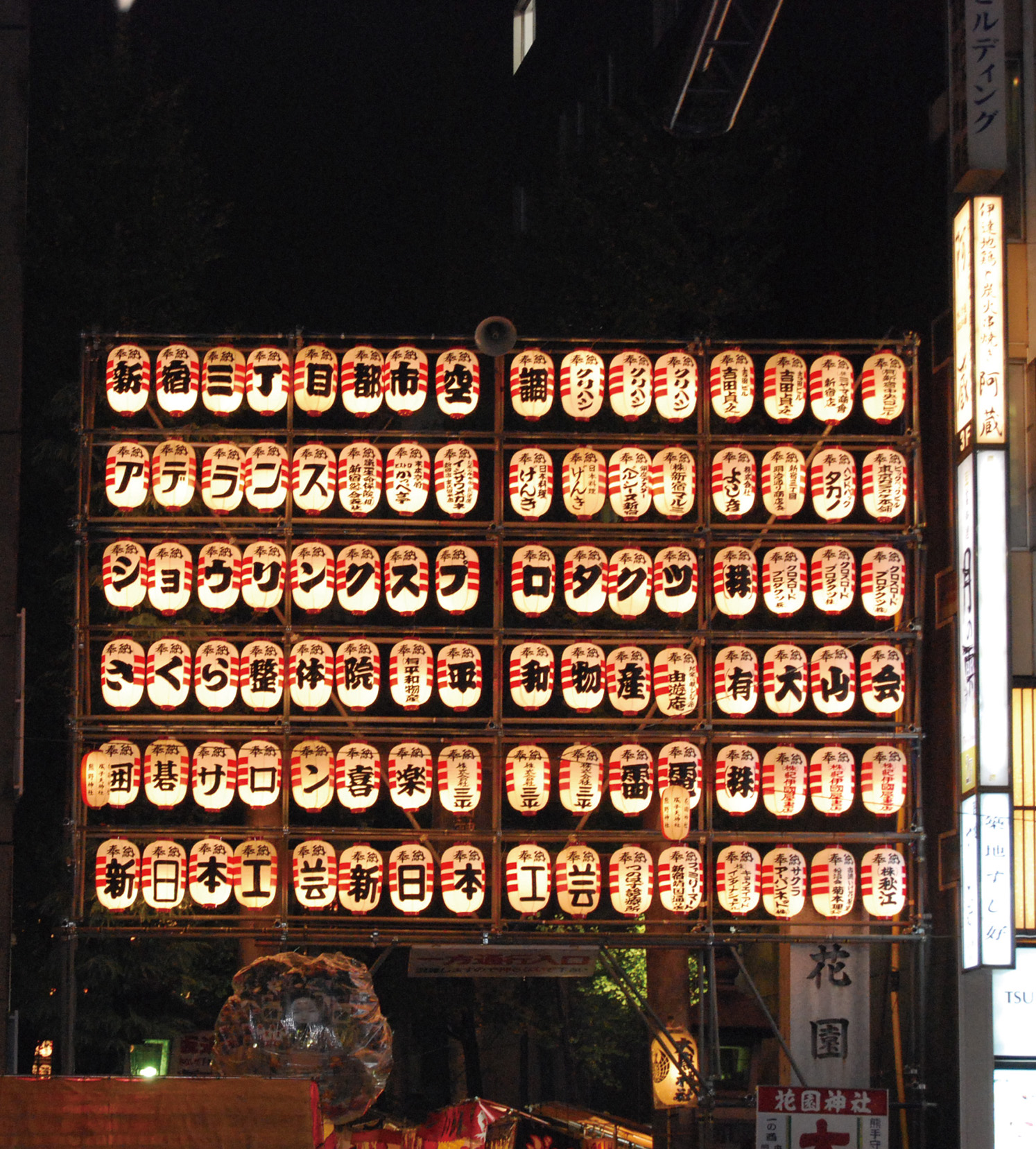
花園神社 酉の市 正面（2007年）
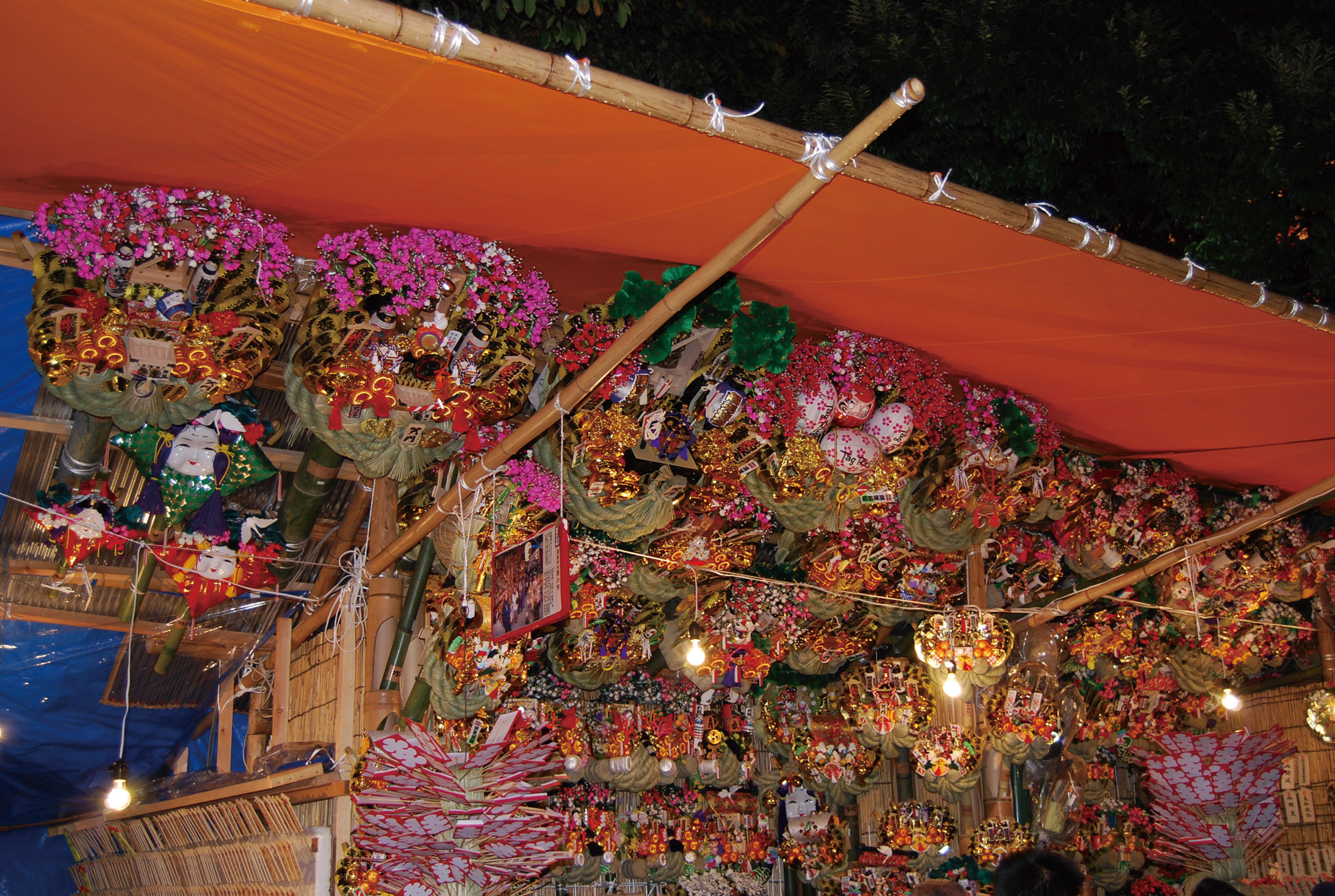
花園神社 酉の市の熊手（2007年）
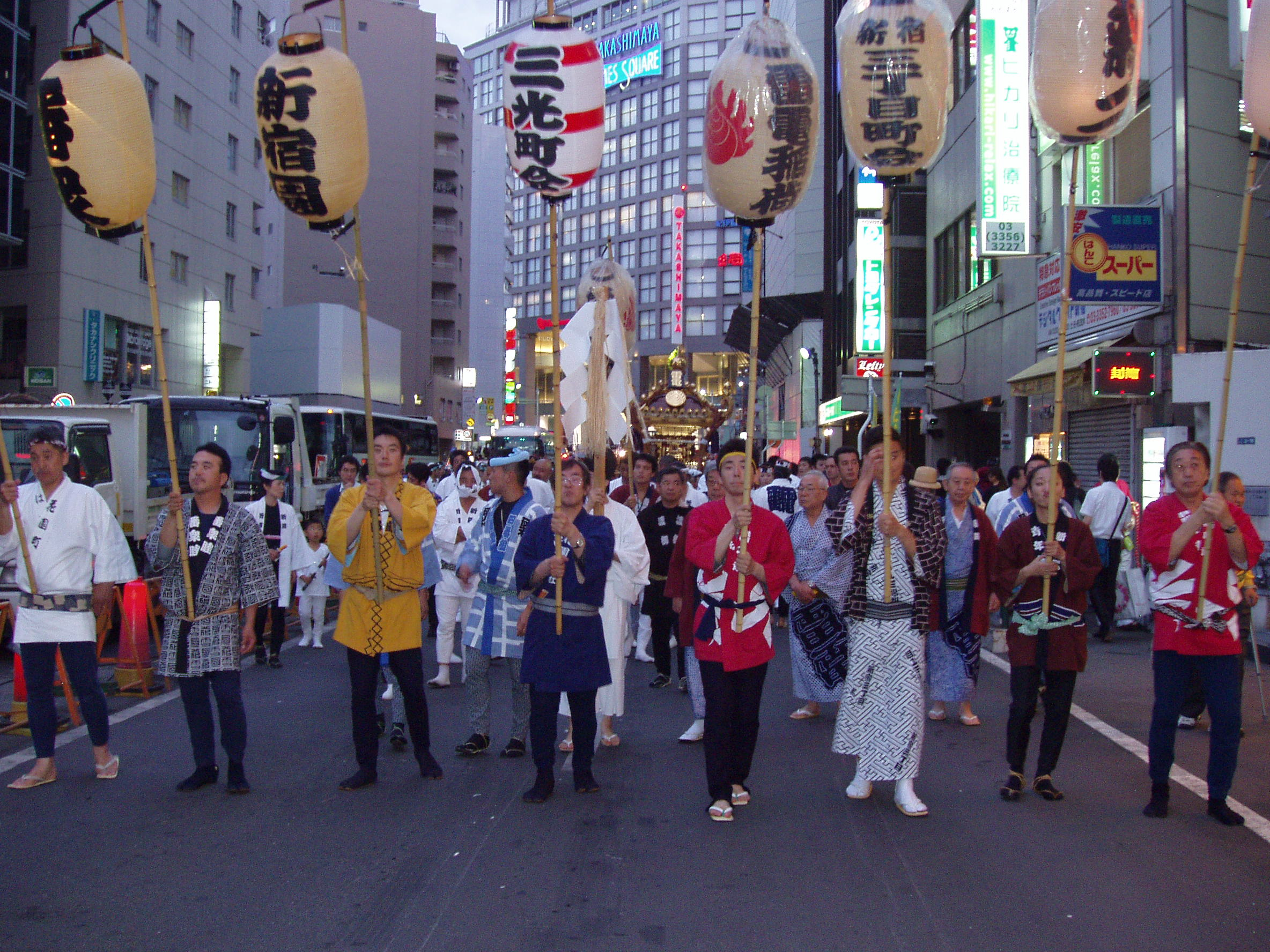
神輿渡御（2008年5月25日撮影）
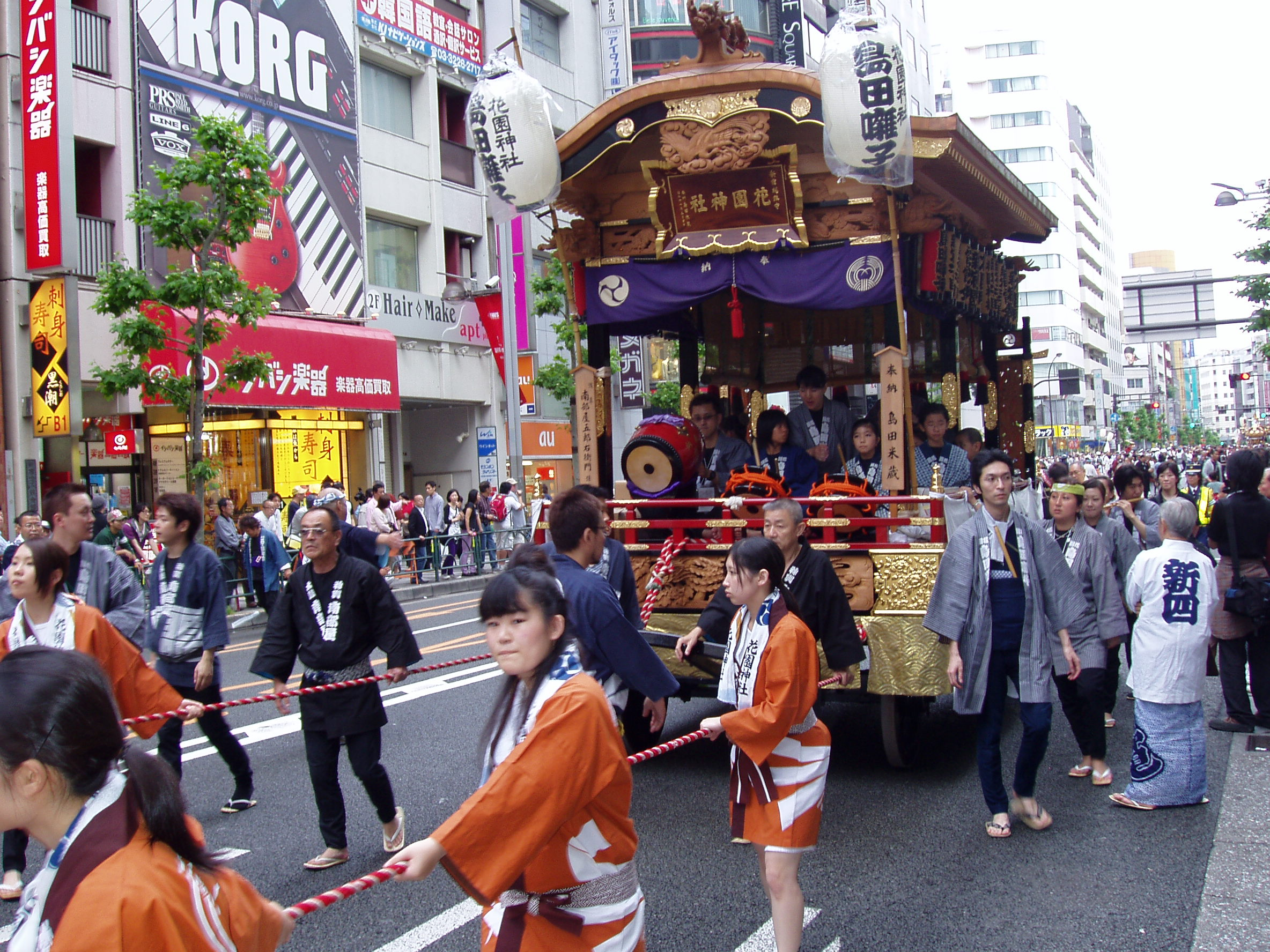
神輿渡御（2008年5月25日撮影）
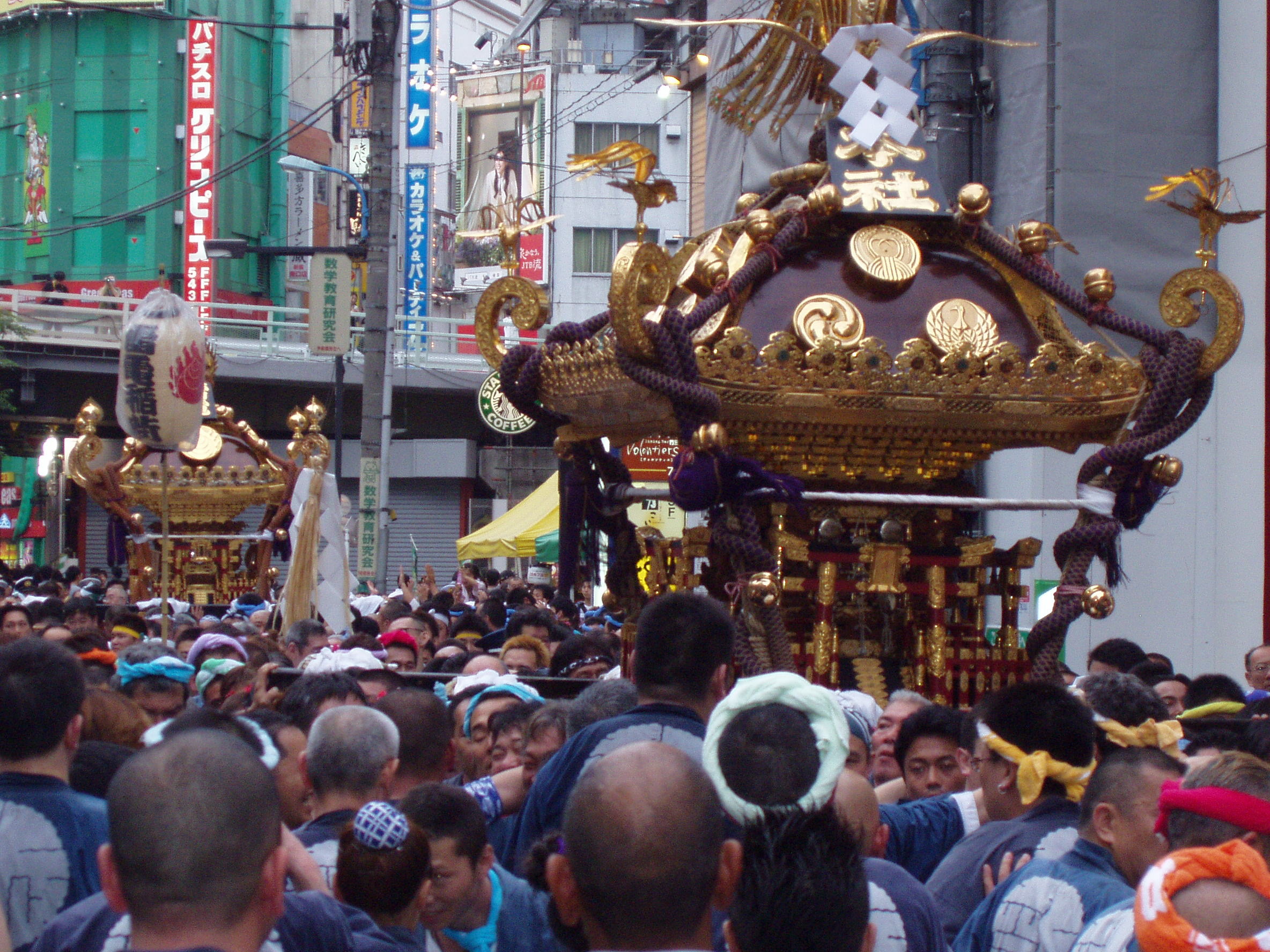
神輿渡御（2008年5月25日撮影）
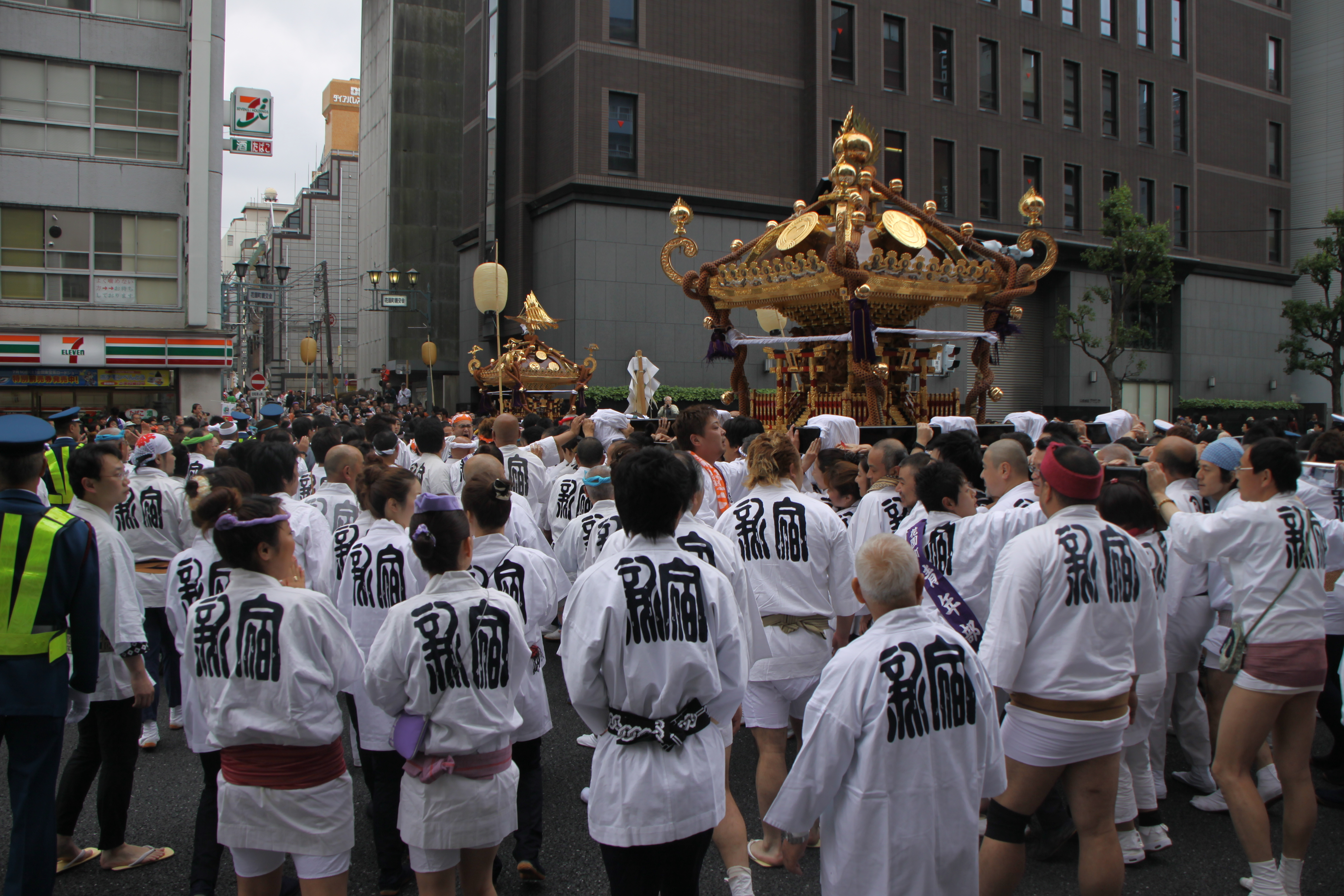
花園神社 御神輿

## 芸能活動への関与
名誉宮司の片山文彦は、東京女子医科大学大学院修了の医師（医学博士）であるが、学生時代には芸大の音楽の教授に師事をし、演劇の脚本を書いたこともある人物である。そのため、1967年（昭和42年）に、唐十郎が率いるアングラ劇団「状況劇場」が紅テント公演をするにあたって、境内を提供した。
近年は、消えつつある「見世物興行」に、境内を提供している。

## 花園神社が登場する作品
- 太陽にほえろ! - ボギーこと春日部一刑事が殉職した場所（OA 1984年（昭和59年）4月6日）
- 相棒season1 - 「第3話 秘密の元アイドル妻 」で花園神社近くの歩道橋が登場し、「この歩道橋は以前は花園神社までつながっていたが分断されたため、縁起が悪いとして人通りが減った」という台詞がある。
- 鳥取雛送り殺人事件（内田康夫の推理小説） - 浅見光彦が早朝の新宿を取材中、殺人事件の遺体の第一発見者となる。TVドラマ版（浅見光彦シリーズ）では場所が諏方神社に変更になっている。
- 東京魔人学園剣風帖 - 第拾五話「胎動」にて、秋祭りに主人公・緋勇龍麻達が訪れる事になる。ここで練馬区で活動する「大宇宙戦隊コスモレンジャー」の3人と初対面する事になる。
- 歌舞伎町セブン　誉田哲也
- 角筈にて（『鉄道員』に所収）　浅田次郎
- 束の間（『ドリーマーズ』に所収）　柴崎友香
- 平成狸合戦ぽんぽこ　ジブリ　最後のナレーションで「新宿花園神社で狸が暮らしている」と流れるが、実際狸を見たという目撃情報は今のところない。
- 身内にヤがおりましてん　カツピロ　　歌舞伎町の神社と記載があるが、花園神社は新宿5丁目。道を一本挟んで歌舞伎町となる。酉の市の模様が描かれている。
- 映画　不夜城　　東京大飯店の屋上に上がるシーンがあるが、その脇の森は花園神社。
- ドラマ　エンジェルハート　第１話
- Disney映画　ベイマックス　監督が、花園神社の鈴を見て、ベイマックスを生み出した。ベイマックスイベントも行った。
- ドラマ　デカワンコ
- ドラマ　ST 警視庁科学特捜班　百合根 友久（岡田将生）と赤城 左門（藤原竜也）が会話するシーン。
- 邪神ちゃんドロップキック - 主人公の花園ゆりねが花園神社の娘とされており、本編にも花園ゆりねの実家として登場する(単行本第9巻 第97話)。
- 明日、私は誰かのカノジョ-真矢萌(もえてゃ)が楓に慰めて貰うシーンとあいばんアフターの後に2人で合判(あいばん)後に2人きりで行きキスをしたところ(単行本第6巻 第72話、単行本第7巻 第91話、ドラマSeason1 8話、ドラマSeason1 10話)

## 交通
- 地下鉄各線「新宿三丁目駅」下車、すぐ[5]
- 各線「新宿駅」東口より徒歩7分[5]
- 首都高速4号新宿線「新宿出入口」より5分[5]
- 都営バス「新宿三丁目」「新宿伊勢丹前」バス停下車[5]

## 氏子地域
新宿一丁目、二丁目、四丁目（各全域）
新宿三丁目1番 - 17番、30番 - 32番（旧角筈一丁目の部分を除く）
新宿五丁目1番 - 12番、15番（旧東大久保一丁目の部分を除く）
歌舞伎町一丁目1番（新宿ゴールデン街）
「新宿」地区での四谷警察署管内に合致する。

## 周辺情報
- 新宿
- 歌舞伎町 （ただし、氏子地域は一丁目1番のみ。他の一丁目は十二社熊野神社、二丁目は稲荷鬼王神社の氏子地域となる。）
- 新宿ゴールデン街
- 新宿追分

## 花園神社にゆかりのある人・物
- 花園万頭（当神社に由来している）
- 唐十郎（当神社での興行は有名）
- 藤圭子（1970年（昭和45年）のヒット曲『圭子の夢は夜ひらく』の歌碑が建立されている）
- 花園賞（新宿の文化発展に寄与した人物に送られる賞）